# Krissy Chin
Krissy Chin (Temecula, California; 24 de enero de 1980) es una competidora de figura profesional estadounidense.

## Carrera
Se clasificó para el Ms. Olympia entre los años 2009 y 2012 y terminó en decimosexta posición en 2009-2011. Ganó el NPC Team Universe en 2007 y el Northern California Pro Bikini en 2014, unos 18 meses después de ser madre. Está patrocinada por Gaspari Nutrition, una empresa de suplementos de culturismo con sede en el Reino Unido.
El linaje de Chin procede de la China continental, aunque su madre nació en Nueva York y su padre en Hong Kong. Ambos murieron de cáncer en la década de 1990. Chin se graduó en 2000 en el Touro College de Nueva York con un máster en fisioterapia. Comenzó a competir en fitness y culturismo en 2003 como aficionada, y se hizo profesional en 2007. Chin está casada con Troy Johnson, que también es aficionado al culturismo.
El 26 de noviembre de 2012 dio a luz a una niña llamada London Johnson, y por este motivo estuvo alejada de las competiciones en 2013. Terminó segunda en la Copa de Gobernadores de California de la IFBB de 2012 sin saber que estaba embarazada de 6 semanas -estaba tomando píldoras anticonceptivas y no pensaba ser madre todavía-. Ese año se clasificó para su cuarto Ms. Olympia consecutivo, pero tuvo que retirarse.

### Historial competitivo
- 2015 - IFBB Northern California, Bikini Masters Professional – 1º puesto
- 2014 - IFBB Sacramento, Bikini Masters Professional – 3º puesto
- 2014 - IFBB Europa Phoenix – 14º puesto
- 2014 - IFBB Korea Pro – 6º puesto
- 2014 - IFBB Northern California Pro Bikini – 1º puesto
- 2014 - IFBB Dennis James Pro Bikini – 6º puesto
- 2012 - IFBB California Governors Cup – 2º puesto
- 2012 - IFBB Arnold Classic – 10º puesto
- 2011 - IFBB Border States Pro Figure – 2º puesto
- 2011 - IFBB Houston Pro – 4º puesto
- 2011 - IFBB Ms. Olympia – 16º puesto
- 2011 - IFBB Tournament of Champions Pro Figure – 3º puesto
- 2011 - IFBB California Pro Figure – 2º puesto
- 2011 - IFBB Optimum Classic Pro Figure & Bikini – 2º puesto
- 2010 - IFBB Border States Pro Figure – 11º puesto
- 2010 - IFBB Houston Pro Figure & Bikini – 8º puesto
- 2010 - IFBB Ms. Olympia – 16º puesto
- 2010 - IFBB Arnold Classic, Ms. International, Fitness International & Figure International – 15º puesto
- 2009 - IFBB Border States Pro Figure – 3º puesto
- 2009 - IFBB Ms. Olympia – 16º puesto
- 2009 - IFBB Houston Pro Figure – 4º puesto
- 2009 - IFBB Europa Super Show & Supplement Expo – 2º puesto
- 2009 - IFBB Jacksonville Pro – 4º puesto
- 2009 - IFBB California State Pro Figure Championships – 9º puesto
- 2008 - IFBB Atlantic City Pro – 6º puesto
- 2008 - IFBB New York Pro Figure – 14º puesto
- 2008 - IFBB Jacksonville Pro-Figure / Dexter Jackson Classic – 4º puesto
- 2008 - IFBB Houston Pro Bodybuilding, Fitness & Figure Contest – 7º puesto
- 2007 - IFBB Europa Super Show – 16º puesto
- 2007 - IFBB Houston Pro Figure Contest – 7º puesto
- 2007 - NPC Team Universe Bodybuilding, Fitness And Figure Championships – 1º puesto
- 2007 - NPC Junior Nationals Bodybuilding, Fitness And Figure Contest – 2º puesto
- 2007 - NPC Gaspari Nutrition Jr. USA Bodybuilding, Fitness and Figure Championships – 2º puesto